# Raiven
Sara Briški Cirman (26 de abril de 1996), conhecida artisticamente por Raiven, é uma cantora, mezzo-soprano, compositora e harpista eslovena. Representou a Eslovénia no Festival Eurovisão da Canção de 2024 em Malmö, com a canção "Veronika".

## Discografia

### Álbuns
- Magenta (2017)[4]

### EPs
- REM (2019)[5]

### Singles
| Ano                                                   | Single           | Posições | Álbum   |
| Ano                                                   | Single           | ESL      | Álbum   |
| ----------------------------------------------------- | ---------------- | -------- | ------- |
| 2014                                                  | "Jadra"          | —        | Magenta |
| 2015                                                  | "Bežim"          | —        | Magenta |
| 2016                                                  | "Črno bel"       | 42       | Magenta |
| 2016                                                  | "Nov planet"     | —        | Magenta |
| 2017                                                  | "Zažarim"        | —        | Magenta |
| 2018                                                  | "Nisem kriva"    | —        |         |
| 2019                                                  | "Kaos"           | —        | REM     |
| 2019                                                  | "Širni ocean"    | —        | REM     |
| 2019                                                  | "Kralj Babilona" | —        | REM     |
| 2019                                                  | "Ti"             | —        |         |
| 2021                                                  | "Volkovi"        | —        |         |
| 2022                                                  | "Habanera"       | —        |         |
| 2023                                                  | "Ikona"          | —        | Sirene  |
| 2024                                                  | "Veronika"       | —        | Sirene  |
| "—" significa que o lançamento não chegou às tabelas. |                  |          |         |